# Nicostene
Nicostene (in greco antico: Νικοσθένης?, Nikosthènēs; Attica, ... – ...; fl. VI secolo a.C.) è stato un ceramista greco antico, attivo ad Atene tra il 550 ed il 510 a.C. La sua firma di ceramista, trovandosi su un elevato numero di vasi decorati da differenti ceramografi, lo indica come proprietario e maestro di un'ampia bottega entro la quale devono essere stati impiegati ceramografi come Oltos, Lido ed Epitteto.

## Attività
La formazione di Nicostene sembra essere avvenuta, attorno al 550 a.C., presso la bottega di un ceramista minore, attivo nell'ambito dei Piccoli maestri, di nome Anakles, la cui firma su una kylix perduta di Berlino (Musei statali di Berlino, Antikensammlung F1801) era accompagnata da quella di Nicostene, il quale in seguito avrebbe provveduto ad aprire un'officina propria. L'identificazione dei prodotti usciti dall'officina di Nicostene si basa sulla ingente quantità di vasi firmati Nikosthenes epoiesen (Nicostene mi fece) e varianti similari, dove la firma dipinta, trattandosi di una sorta di marchio di fabbrica, si presenta con differenti calligrafie. Oltre a questi vasi ne esistono altri che vengono attribuiti alla bottega su base stilistica. Molti studiosi ritengono che l'officina potesse ospitare circa 30 o 40 lavoratori tra il 530 ed il 505 a.C., ma nel 1999 V. Tosto cercò di limitarne la dimensione ad un piccolo gruppetto di assistenti e lavoratori temporanei, impiegati sia come decoratori sia come ceramisti. Tra il 505 ed il 500 a.C. l'attività dell'officina venne rilevata da Pamfaios, sotto la direzione del quale continuò a produrre fino alla chiusura attorno al 490 a.C.
Attiva nell'ambito delle figure nere la bottega di Nicostene fu una delle prime nella produzione della ceramica a figure rosse, della quale restano nove opere firmate, ed elaborò tecniche nuove quali le figure nere su fondo bianco e la tecnica di Six.
Nicostene è noto per la sua specializzazione nella produzione di vasi destinati al mercato etrusco, in particolare la cosiddetta anfora nicostenica, il kyathos e la pyxis nicostenica che furono progettati su forme etrusche ed esportate in Etruria, e dei quali non si conoscono esemplari in Atene. La maggior parte della produzione era comunque riservata alle kylikes e alle anfore. All'anfora nicostenica il nome è stato assegnato in tempi moderni; si presenta con un collo distinto e allungato, una bocca sottile e svasata, un piede alto e maniglie larghe e piatte, a nastro, che partono dal labbro. Sul ventre, lungo la circonferenza del vaso, corrono solitamente due filetti rialzati a segnare la separazione della fascia centrale sottostante.
La produzione di Nikosthenes può essere complessivamente considerata di media qualità, solo pochi dei suoi esemplari possono competere con le opere dei maggiori artisti del periodo. Molti grandi artisti fecero parte del suo negozio in periodi diversi, tra cui Psiax, Oltos, il pittore BMN ed il pittore di Teseo. È inoltre possibile che esistesse un legame con il negozio di Andocide che produceva vasi di qualità e in quantità limitate; uno dei suoi principali pittori, il pittore di Lisippide, può aver prodotto una serie di elaborate kylikes con gorgoneion interno per l'officina.

### Il Pittore N
Lo stile decorativo più frequente sui vasi firmati da Nicostene è stato riunito sotto un unico ceramografo a cui è stato assegnato il nome Pittore N (dove la N sta per Nicostene, da non confondere con il Pittore di Nicostene). L'attività del Pittore N si sviluppa tra il 540 e il 520 a.C. circa; la sua mano si trova soprattutto sulle anfore nicosteniche dove utilizzava, nella fascia figurata centrale, la sovrapposizione tipica delle lip cup, uno stile che stava ormai andando in disuso, lasciando che le sue figure oltrepassassero il filetto rialzato. Non sembra che questo ceramografo abbia decorato vasi realizzati da altri ceramisti ed alcuni studiosi ritengono che il Pittore N e Nikosthenes siano da considerarsi come una sola personalità.